# 熊本大学薬学部附属薬用資源エコフロンティアセンター
熊本大学薬学部附属薬用資源エコフロンティアセンター（くまもとだいがくやくがくぶふぞくやくようしげんエコフロンティアセンター）は、熊本大学薬学部が管理運営する薬用植物園である。

## 歴史
1926年（大正15年）、官立熊本薬学専門学校が薬草園用地として敷地を取得した。翌1927年（昭和2年）に開園。旧細川藩の薬園で、廃藩置県に伴い廃園となった蕃滋園から旧制第五高等学校に寄贈されたモクゲンジ、テンダイウヤク、サンシュユ、サンザシ、ニンジンボクなどが移植された。薬草園就任の教授・助教授により栽培品種が充実し、1931年の昭和天皇行幸を機に園の整備が図られた。その後第二次世界大戦により手入れが行き届かなくなり、戦災被害も受けた。復興途上の1953年、西日本水害で草本類を中心に壊滅的な被害を受ける。
1974年4月、熊本大学薬学部の附属研究施設として薬用植物園が発足した。1983年には日本植物園協会に加入、2006年より同協会の「植物多様性保全拠点園」に認定された。2010年には「薬用資源エコフロンティアセンター」に改称した。

## 施設
熊本大学大江キャンパス内にあり、熊本市電味噌天神前停留場より徒歩3分。JR豊肥本線新水前寺駅からは徒歩10分ほど。熊本市中心街からは徒歩20分ほどの位置にあり、キャンパス全体を「薬草パーク」として整備し地域に開放する構想がある。
植物園面積は7000m2、栽培品種は園芸品種を含め約1300種。特筆される収集植物としては、熊本県阿蘇を中心とした九州から四国にかけての薬用植物や、ヒマラヤの有用植物などがある。1962年には、本園の助手によりアイラトビカズラの種が確定した。

## 蕃滋園
先述の蕃滋園は細川藩が開いた7つの薬園のうち中心的なもので、宝暦6年（1756年）に立田山山麓に設置された。蕃滋園の遺構は残っていないが、熊本市薬園町として町名に名を残している。